# Gruppenpsychotherapie und Gruppendynamik
Gruppenpsychotherapie und Gruppendynamik ist eine deutsche Peer-Review-Fachzeitschrift. Sie erscheint vierteljährlich im Verlag Vandenhoeck & Ruprecht in Göttingen.
Die Zeitschrift veröffentlicht Berichte über praktische Anwendungen und experimentelle Erprobungen in der Arbeit mit Gruppen mit wissenschaftlichen Originalbeiträgen. Zudem informiert die Zeitschrift über berufspolitische Entwicklungen und will den interdisziplinären Erfahrungsaustausch fördern.
Herausgegeben wird sie unter anderen von Ulrich Schultz-Venrath und Hermann Staats, die Redaktion leitet Kay Niebank.